# Боевые страницы (мультфильм)
«Боевые страницы» — советский короткометражный рисованный мультипликационный фильм 1939 года режиссёра-мультипликатора Дмитрия Бабиченко.

## Сюжет
Мультфильм повествует о славных страницах истории Красной Армии и её борьбе с врагами Советской России и СССР.

## О мультфильме
Помимо произведений для детей, советская мультипликация в предвоенные годы выпускает фильмы и для взрослых. Так, в 1939 г. выходят два мультипликационных политических плаката: фильм «Победный маршрут» (реж. Д.Бабиченко), рассказывающий о борьбе советского народа за укрепление могущества своей Родины, за выполнение и перевыполнение пятилетних планов развития народного хозяйства, и фильм «Боевые страницы» (реж. Д.Бабиченко, Л.Амальрик, В.Полковников), посвященный отдельным эпизодам борьбы c белогвардейцами во время гражданской войны. Это были первые серьёзные работы жанра политического плаката.
— История мультипликации. Советская мультипликация в 30-е годы

## Тематические показы
Авторская программа Георгия Бородина: «Революция и Гражданская война в советской анимации 1930-60 г.», в том числе «Боевые страницы».